# 맥도널 더글러스 DC-9
맥도널 더글러스 DC-9는 1965년 맥도널 더글러스사(당시 더글라스사)에서 개발한 쌍발 협동체기이다. DC-8이 장거리용으로 개발된 것과 맞추어 중단거리용으로 제작되었다. DC-9를 바탕으로 MD-80, MD-90, 보잉 717 등의 기종들이 개발되었다.

## 종류

### DC-9-10
DC-9기의 기본 형으로 영국의 BAC-111기와 경쟁기종으로 제작되었다. 다른 모델과 다른점은 날개쪽 비상탈출구의 개수가 좌우로 각각 하나밖에 없다는 점이다. 최초 도입사는 델타 항공이다.

### DC-9-20
DC-9-20은 기존 DC-9-10형을 기초로 제작된 기종이며 스칸디나비아 항공에서 짧은 활주로에서 이,착륙이 가능하고 더 강한 엔진을 장착한 모델을 요청함에 따라 제작 되었다. 스칸디나비아 항공이 최초 도입사이자 최대 사용고객이며 기존 -10형에 비해 승객 탑승수도 증가하였고 최대이륙중량도 증가하게 되었다.

### DC-9-30
DC-9 시리즈의 표준 모델로서 과거 1970년대~1980년대에 주로 사용하던 소형 여객기이다. 기존 -10/-20형과는 달리 날개에 있는 비상탈출구가 각각 2개로 늘어났다는 것이 주 차이점이다. 동체길이를 늘려 승객 탑승수, 총 중량을 증가시켰다. 현재도 일부 항공사에서 화물기로 사용중이나 노후화로 인해 여객용은 보잉 737로 대체되고 있다.

### DC-9-40
-40형 모델은 기존 -30형 모델에 동체를 2m 연장시킨 모델로서 화물기가 이 기종을 베이스로 개조되었다. 총 71대가 생산되었다.

### DC-9-50
-50형이 DC-9 시리즈중 가장 동체가 긴 모델로서 이스턴 항공의 요청에 의해 제작되었다. 이 기종은 1975년 생산에 들어갔고 기존의 -10/-20형을 대체하기 위해 제작되었다. 이 기종을 베이스로 맥도넬더글러스 MD-80이 제작되었다.

## 도입 대수
| 종류     | 총 대수 | 1982 | 1981 | 1980 | 1979 | 1978 | 1977 | 1976 | 1975 | 1974 | 1973 | 1972 | 1971 | 1970 | 1969 | 1968 | 1967 | 1966 | 1965 |
| -------- | ------- | ---- | ---- | ---- | ---- | ---- | ---- | ---- | ---- | ---- | ---- | ---- | ---- | ---- | ---- | ---- | ---- | ---- | ---- |
| DC-9-10  | 113     |      |      |      |      |      |      |      |      |      |      |      |      |      |      | 10   | 29   | 69   | 5    |
| DC-9-10C | 24      |      |      |      |      |      |      |      |      |      |      |      |      |      |      | 4    | 20   |      |      |
| DC-9-20  | 10      |      |      |      |      |      |      |      |      |      |      |      |      |      | 9    | 1    |      |      |      |
| DC-9-30  | 585     | 8    | 10   | 13   | 24   |      | 1    | 12   | 16   | 21   | 21   | 17   | 42   | 41   | 97   | 161  | 101  |      |      |
| DC-9-30C | 30      |      |      |      |      | 1    |      | 6    |      |      |      | 4    | 1    | 3    | 5    | 7    | 3    |      |      |
| DC-9-30F | 6       |      |      |      |      |      |      |      |      |      |      |      |      |      | 4    | 2    |      |      |      |
| DC-9-40  | 71      |      |      |      | 5    | 6    | 3    | 2    | 4    | 27   |      | 3    | 2    | 7    | 2    | 10   |      |      |      |
| DC-9-50  | 96      |      | 5    | 5    | 10   | 15   | 18   | 28   | 15   |      |      |      |      |      |      |      |      |      |      |
| C-9A     | 21      |      |      |      |      |      |      |      |      |      |      | 8    | 1    |      | 5    | 7    |      |      |      |
| C-9B     | 17      | 2    | 1    |      |      |      |      | 2    | 4    |      | 8    |      |      |      |      |      |      |      |      |
| VC-9C    | 3       |      |      |      |      |      |      |      | 3    |      |      |      |      |      |      |      |      |      |      |
| 총 대수  | 976     | 10   | 16   | 18   | 39   | 22   | 22   | 50   | 42   | 48   | 29   | 32   | 46   | 51   | 122  | 202  | 153  | 69   | 5    |

## 제원
|                            | DC-9-15                                | DC-9-20                        | DC-9-30                                | DC-9-40                                | DC-9-50                              |
| 운항 승무원                | 2                                      | 2                              | 2                                      | 2                                      | 2                                    |
| 승객 탑승수 (1 class)      | 90                                     | 90                             | 115                                    | 125                                    | 139                                  |
| 총 길이                    | 104 ft 4¾ in (31.82 m)                 | 104 ft 4¾ in (31.82 m)         | 119 ft 3½ in (36.37 m)                 | 125 ft 7¼ in (38.28 m)                 | 133 ft 7¼ in (40.72 m)               |
| 날개 길이                  | 89 ft 5 in (27.25 m)                   | 93 ft 5 in (28.47 m)           | 93 ft 5 in (28.47 m)                   | 93 ft 5 in (28.47 m)                   | 93 ft 5 in (28.47 m)                 |
| 높이                       | 27 ft 6 in (8.38 m)                    | 27 ft 6 in (8.38 m)            | 27 ft 6 in (8.38 m)                    | 28 ft 0 in (8.53 m)                    | 28 ft 0 in (8.53 m)                  |
| 날개 넓이                  | 934.3 sq ft (86.77 m²)                 | 1,000.7 sq ft (92.97 m²)       | 1,000.7 sq ft (92.97 m²)               | 1,000.7 sq ft (92.97 m²)               | 1,000.7 sq ft (92.97 m²)             |
| 날개 폭                    | 8.55:1                                 | 8.71:1                         | 8.71:1                                 | 8.71:1                                 | 8.71:1                               |
| 총 무게 (연료를 제외한 무) | 49020 lb (22,235 kg)                   | 52,880 lb (23,880 kg)          | 57,190 lb (25,940 kg)                  | 58,670 lb (26,612 kg)                  | 61,880 lb (28,068 kg)                |
| 최대 중량서 최대 이륙거리  | 90,700 lb (41,100 kg)                  | 98,000 lb (44,500 kg)          | 108,000 lb (49,090 kg)                 | 114,000 lb (51,700 kg)                 | 121,000 lb (54,900 kg)               |
| 엔진 (2x)                  | P&W JT8D-5 or -7                       | P&W JT8D-11                    | P&W JT8D-7, -9, -11, -15 or -17        | P&W JT8D-9, -11, -15 or -17            | P&W JT8D-15 or -17                   |
| 추력                       | 12,250 to 14,000 Ibf (54.5 to 62.3 kN) | 14,500 lbf (64.5 kN)           | 14,000 to 16,000 lbf (62.3 to 71.2 kN) | 14,500 to 16,000 lbf (64.5 to 71.2 kN) | 15,500 to 16,000 lbf (69 to 71.2 kN) |
| 최고 속도                  | 490 kn (564 mph, 907 km/h)             | 494 kn (569 mph, 915 km/h)     | 490 kn (565 mph, 907 km/h)             | 485 kn (558 mph, 898 km/h)             | 485 kn (558 mph, 898 km/h)           |
| 최대 항속거리              | 1,590 nmi (1,831 mi, 2,946 km)         | 1,605 nmi (1,848 mi, 2,974 km) | 1,670 nmi (1,923 mi, 3,095 km)         | 1,555 nmi (1,790 mi, 2,880 km)         | 1,795 nmi (2,067 mi, 3,326 km)       |

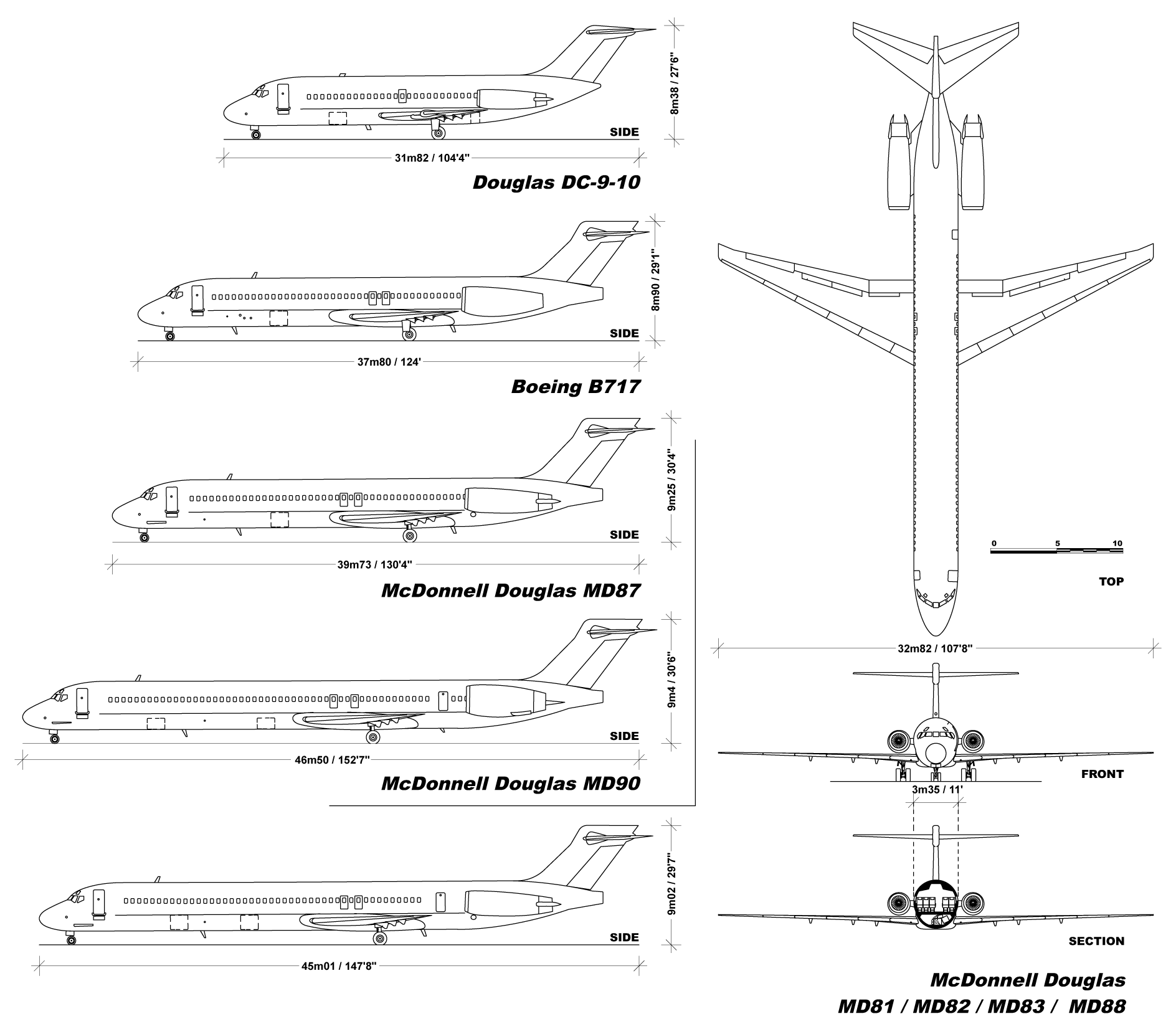
Comparison of McDonnell Douglas DC-9, Boeing 717, and different McDonnell Douglas MD-80 derivatives

 맥도넬더글러스 DC-9, 맥도넬더글러스 MD-80 시리즈, 맥도넬더글러스 MD-90, 보잉 717의 길이비교

## 중국
중국의 코맥 ARJ21은 맥도넬 더글라스의 DC-9과 매우 유사한 형상을 가지고 있다. 특히 객실의 단면 형상과 nose, tail 등은 완전히 동일하다. 중국은 MD-90 (DC-9의 후속 기종)의 중국 현지 면허 생산에 사용하던 설비를 그대로 사용하여 ARJ21을 제작한다. DC-9은 100인승 여객기의 대명사였으며, 보잉사는 DC-9이 장악한 시장에 도전하기 위해 보잉 737을 개발하였다. 보잉 737은 보잉사에서 만든 여객기 중 가장 많이 팔린 여객기이다.

## 같이 보기
- 에어스테어
- 보잉 717
- 코맥 ARJ21
- 맥도널 더글러스 MD-80
- 맥도널 더글러스 MD-90
- 보잉 737
- 포커 F28 펠로십
- 쉬드항공 SE 210 카라벨
- 투폴레프 Tu-134

## 참고 문헌
- 맥도넬더글러스 MD-80
- 맥도넬더글러스 MD-90
- 보잉 717
- 보잉 737
- 투폴레프 Tu-134